# Davos
Davos (rétorománsky Tavau, italsky Tavate) je obec ve švýcarském kantonu Graubünden, okresu Prättigau/Davos. Leží v údolí řeky Landwasser na rozhraní mezi Plessurskými Alpami a Albulou, asi 24 kilometrů jihovýchodně od kantonálního hlavního města Churu, v nadmořské výšce 1 560 metrů.
Davos je významným lyžařským a turistickým střediskem a klimatickými lázněmi. Žije zde přibližně 11 tisíc obyvatel a je tak druhým největším sídlem Graubündenu.

## Geografie

### Místopis

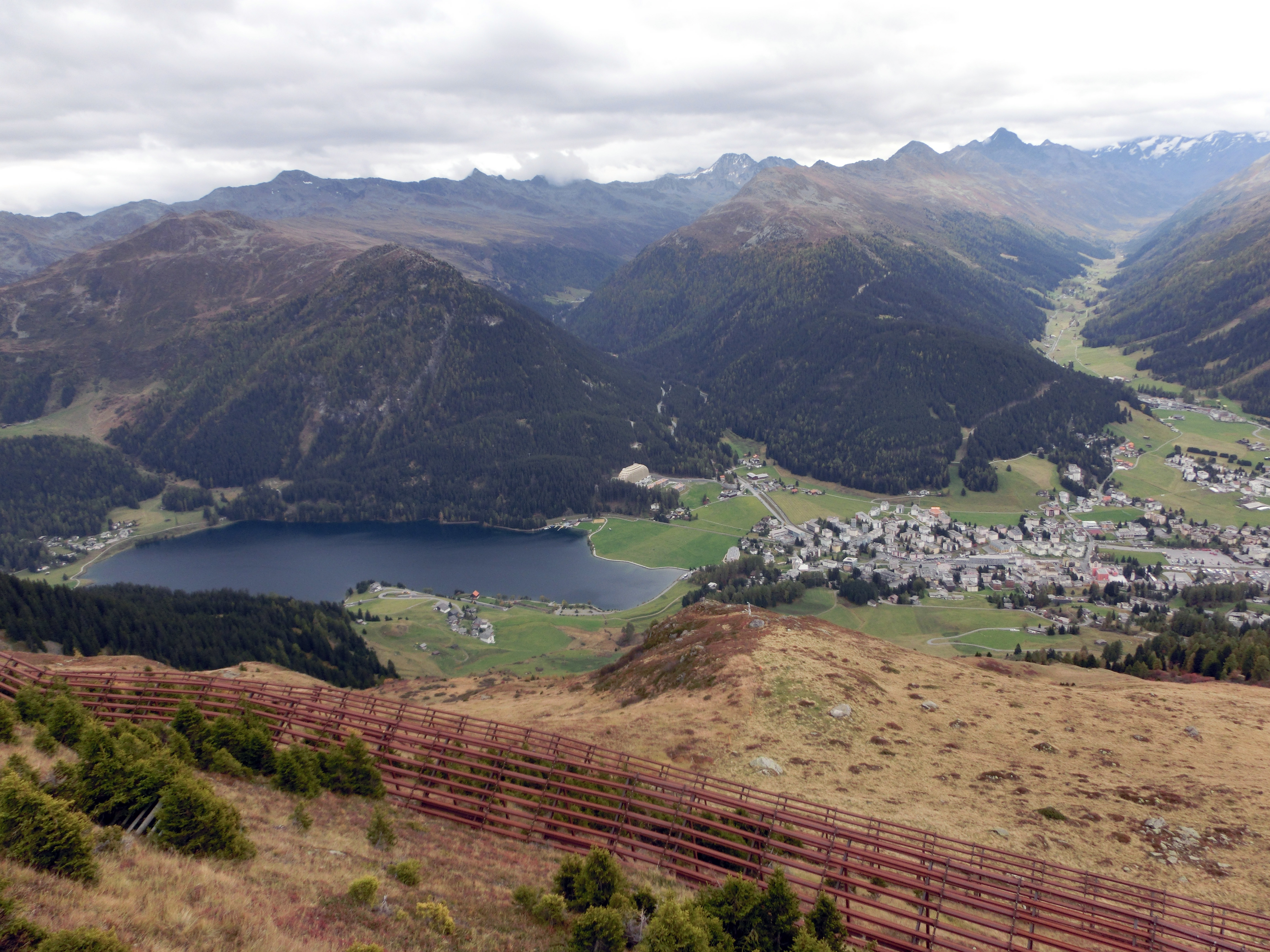
Jezero Davosersee (vlevo) a Davos

Území Davosu zahrnuje většinu údolí řeky Landwasser a zasahuje přes dva kilometry za rozvodí do Prättigau u osady Davos Wolfgang (1 631 m). Osa údolí, vyznačená řekou, hlavní silnicí a železniční tratí, vede od severovýchodu k jihozápadu. Od Davosersee se zpočátku svažuje velmi mírně, jen necelých 60 metrů na délce osmi kilometrů. V tomto úseku přitékají zleva dvě boční údolí Flüela a Dischma, která umožňují přístup k přechodům vedoucím do Engadinu – Flüelapass a Scalettapass. Od soutoku s třetím bočním údolím Sertigtal, které je stejně jako výše zmíněná údolí dlouhé asi 10 km, se dno údolí zužuje a na zbývajících devíti kilometrech klesá o téměř 300 metrů až k bývalé hranici obce Felsenge Brombänz. Hluboce zaříznutá nejnižší část údolí se nazývá Zügenschlucht. Na druhé straně soutěsky Zügenschlucht se nachází místní část Wiesen, která od 1. ledna 2009 rovněž patří k Davosu.
Pravá (severozápadní) část má jen několik krátkých bočních údolí. Zde probíhá hranice obce, a zároveň hranice s okresem Plessur, přes vrcholy Amselflue (2 771 m), Tiejer Flue (2 781 m), Mederger Flue (2 674 m) a Chüpfenflue (2 658 m) k historicky významnému průsmyku Strelapass. Za sedlem pokračuje přes vrchol Schiahorn (2 709 m) na Weissflue (2 834 m). Na severu probíhá hranice obce podél Casanny a Gotschnagratu. Levá strana údolí je rozčleněna třemi bočními údolími na vystupující hřebeny. Při pohledu z údolí dominují hory Seehorn (2 238 m), Büelenhorn (2 512 m), Jakobshorn (2 590 m) a Rinerhorn (2 528 m). Největší výšky se však nacházejí podél hranice s Engadinem a horním údolím Albula: Flüela Wisshorn (3 085 m), Flüela Schwarzhorn (3 147 m, nejvyšší bod na území Davosu), Piz Grialetsch (3 131 m), Chüealphorn (3 078 m) a Hoch Ducan (3 063 m).

### Členění obce
- Davos Dorf
- Davos Platz
- Davos Frauenkirch
- Davos Glaris
- Davos Monstein
- Davos Wiesen

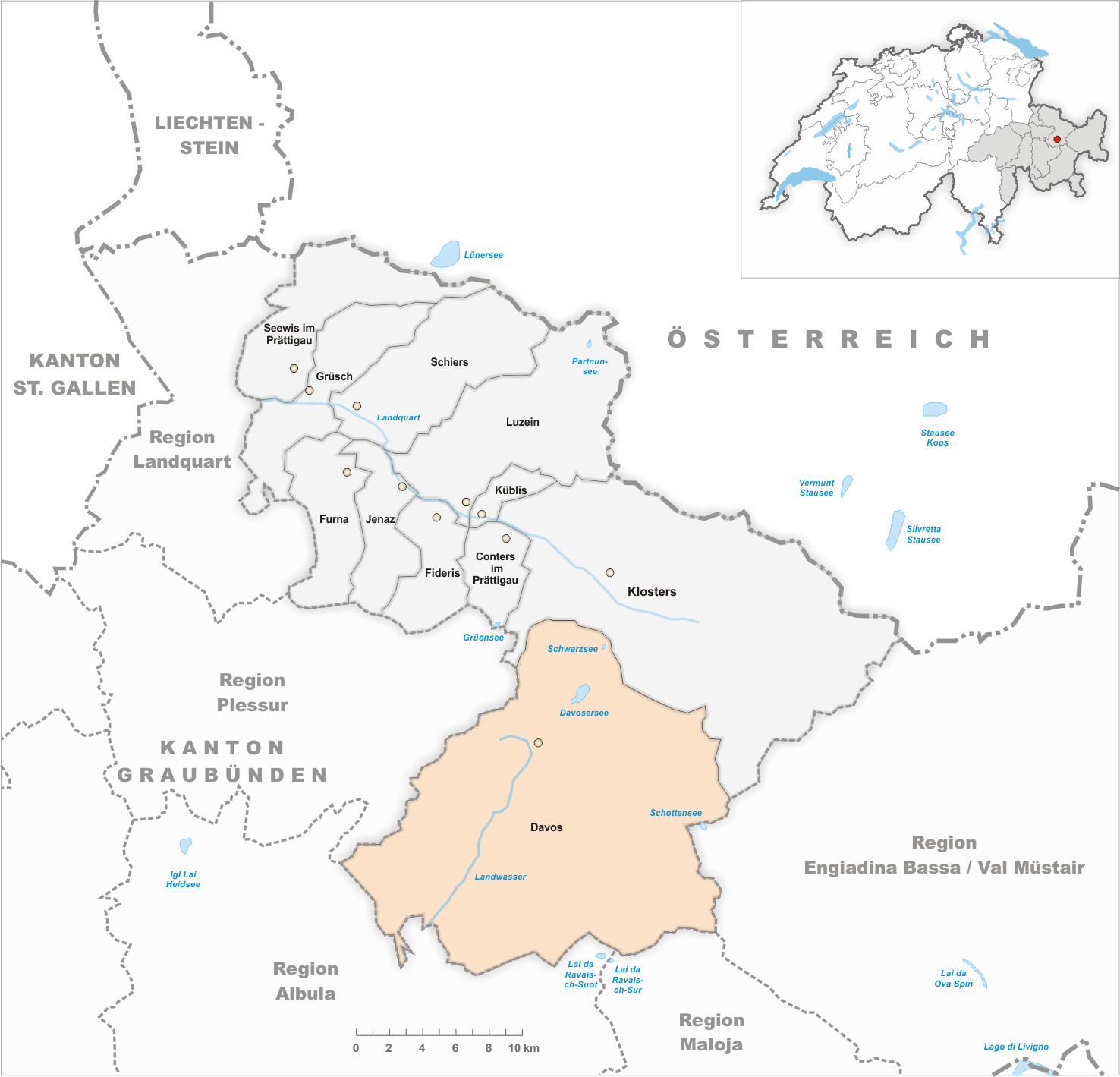
Poloha v rámci okresu Prättigau/Davos

Části Frauenkirch, Glaris a Monstein společně tvoří dolní část Davosu, části Platz a Dorf horní část obce.
Dvě největší části, Dorf a Platz, leží v téměř rovinaté horní části údolí a v důsledku stavební činnosti ve 20. století se spojily do přibližně čtyřkilometrového pásu osídlení. Po celé obci je roztroušeno velké množství samostatných farem a horských osad.
S rozlohou 254,54 km² byl Davos až do začátku roku 2009 druhou největší obcí ve Švýcarsku. V roce 1997 bylo 37,1 % území využíváno zemědělsky jako louky a pastviny, lesy zaujímaly 19,7 % a zastavěná plocha 2,2 %. Neproduktivní půda tvořila 41,0 %.
Po připojení dříve samostatné obce Wiesen se Davos stal k 1. lednu 2009 rozlohou největší obcí ve Švýcarsku, těsně před obcí Val de Bagnes (282 km²), ale na začátku roku 2011 tuto pozici opět ztratil ve prospěch nově vzniklé obce Glarus Süd. Po dalším sloučení několika politických obcí v Engadinu je tak v současnosti (2022) šestou nejrozhlehlejší obcí Švýcarska.
Sousedními politickými obcemi jsou Arosa, Bergün Filisur, Klosters, S-chanf, Schmitten a Zernez.

## Historie

### Nejstarší historie

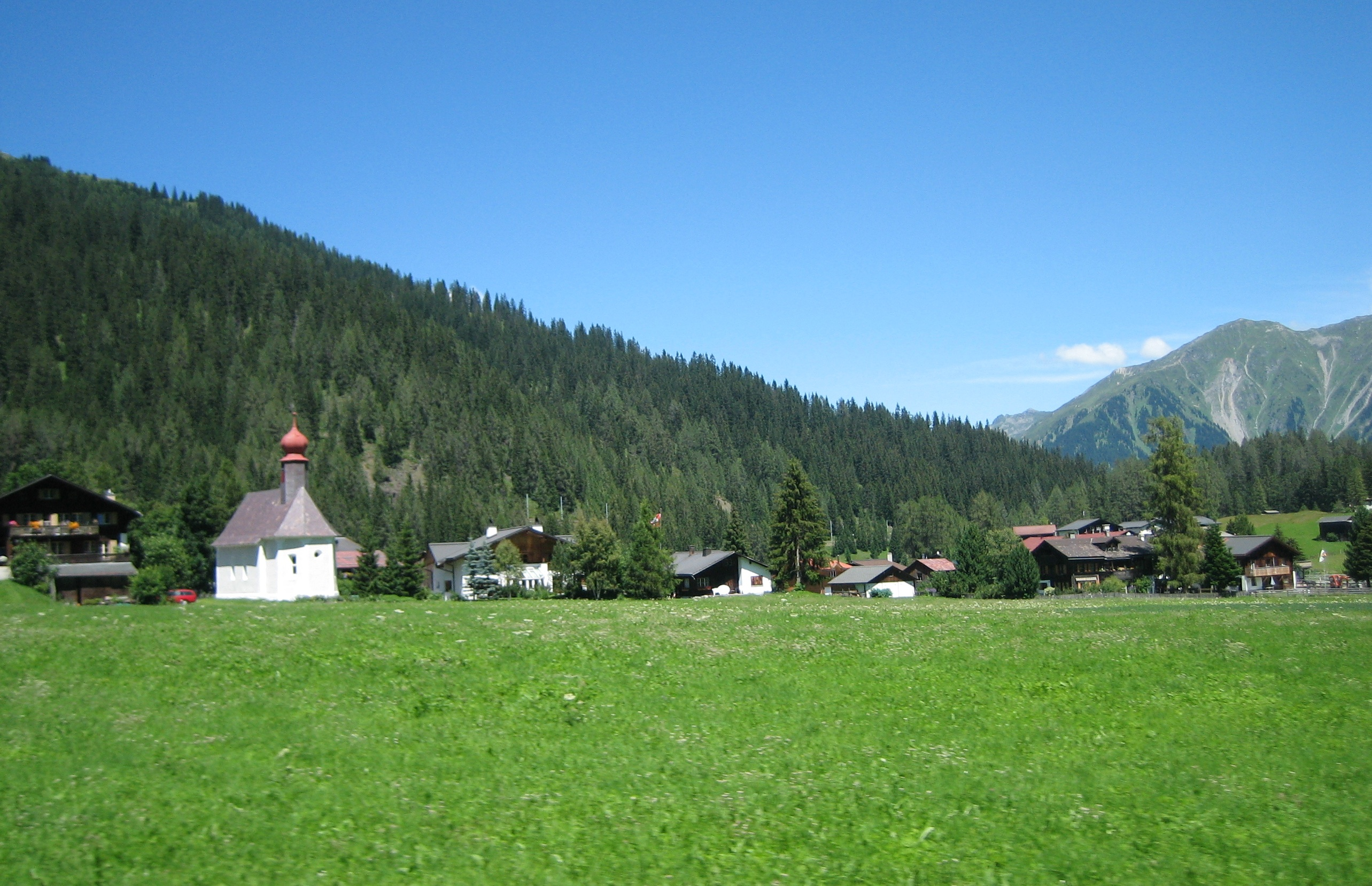
Davos Laret s kostelem reformované církve

Ačkoli nálezy na několika místech v oblasti Davosu naznačují, že se lidé v těchto končinách pohybovali již od doby bronzové, údolí bylo pravděpodobně osídleno až od vrcholného středověku. Zpočátku se Rétorománi stěhovali z údolí řeky Albula a Engadinu. Jednotlivé názvy míst a polí se k této románské vrstvě vztahují dodnes. Samotné jméno Davos je poprvé doloženo v roce 1213 jako Tavaus.
Kolem roku 1280 usadili v Davosu baroni z Vazu walserské kolonisty a ve feudální listině z roku 1289 jim udělili rozsáhlá práva na samosprávu. Davos se stal největší Walserskou osadou v Graubündenu a v roce 1436 založil Ligu deseti dvorů, jejíž hlavní město mělo rozhodující vliv na politiku Tří lig (Drei Bünde). V letech 1280–1285 byl postaven kostel sv. Jana Křtitele (Kirche St. Johann), který byl v 15. století přestavěn. Obec se připojila k reformaci v roce 1526. Až do roku 1851, kdy byly novou kantonální ústavou vytvořeny dnešní hranice politických obcí, patřila Arosa jako osada také k Davosu.
Až do druhé poloviny 19. století byl hlavním zaměstnáním místních obyvatel chov dobytka. Na levém svahu rokle Zügenschlucht, zvaném Silberberg, se od 15. do 19. století těžily olověné a zinkové rudy.

### Počátky lázeňství

Sanatorium v Davosu (1949)

Alexander Spengler a později Willem Jan Holsboer popisovali od roku 1853 nadmořskou výšku Davosu jako blahodárnou a zdraví prospěšnou a uváděli, že vysokohorský vzduch prospívá zejména pacientům s plicní chorobou (především s tuberkulózou). Přes desítky let trvající výzkum se pro to nikdy nepodařilo najít žádný důkaz. Na druhou stranu se ukázalo, že v této nadmořské výšce nežijí žádní roztoči a že vysokohorský vzduch má nízký obsah škodlivin, což astmatu prospívá. Lidé o tom však dosud nevěděli, ale důvěřovali doporučení lékařů. Ještě předtím, v roce 1855, zahájil Hermann Brehmer v Görbersdorfu ve Slezsku (Sokołowsko v dnešním Polsku) éru plicních sanatorií, které se staly vzorem pro všechny klimatické lázně (později nazývané „slezský Davos“).
Prvními dvěma zimními lázeňskými hosty byli v únoru 1865 Hugo Richter, knihkupec z Königsbergu (dnešního Kaliningradu), který trpěl tuberkulózou, a Friedrich Unger, lékař, který byl rovněž nemocný. Zprávy o jejich rychlém uzdravení a další podobné příběhy o uzdravení proslavily Davos jako klimatické lázně po celém světě. Richter zůstal v Davosu a v roce 1881 založil noviny Davos. Liberální noviny se vehementně zasazovaly o turistický rozvoj regionu. Jeho nakladatelství vydávalo také zábavný časopis pro lázeňské hosty Davoser Blätter. Davoser Blätter pravidelně zveřejňoval seznamy hostů, které vzbuzovaly velkou pozornost a byly zdrojem rozhovorů, zejména proto, že se na nich často objevovaly osoby z řad evropské aristokracie. Kolem roku 1870 měl Davos ubytovací kapacitu pro přibližně 200 plicních pacientů. O pouhých deset let později už bylo možné cizincům nabídnout 1 474 lůžek. Od roku 1874 Davos inzeroval pod heslem Davos, nová Mekka konzumentů. První parní ústřední topení bylo v provozu od roku 1870 a hosté měli mít k dispozici veškerý komfort. Davos v této době rozhodujícím způsobem formoval stavební mistr a místní správce Gaudenz Issler (1853–1942).

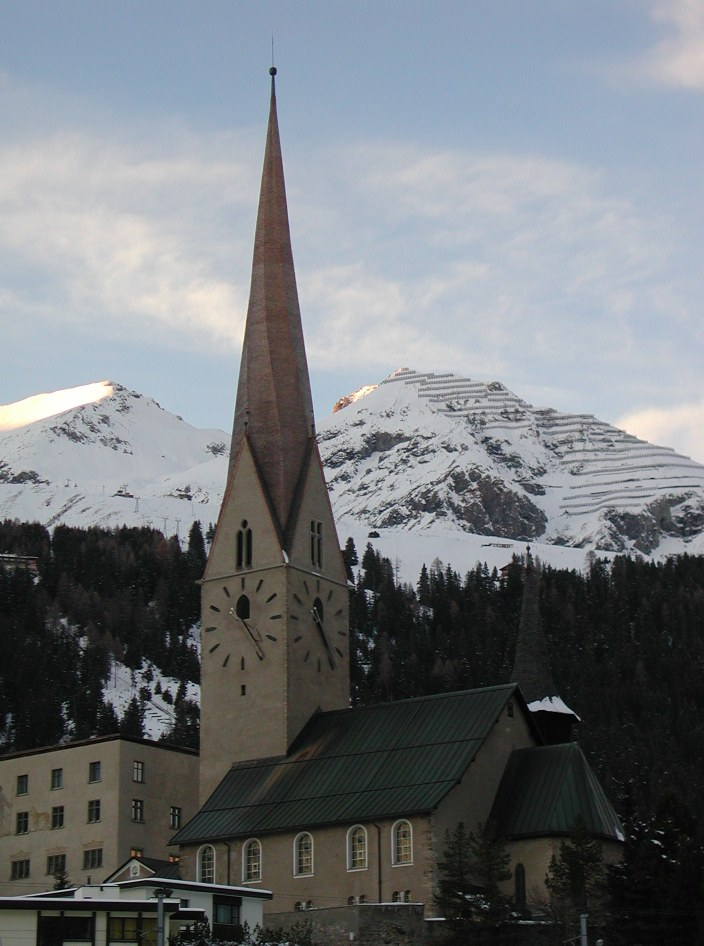
Kostel St. Johann Kirche

Od roku 1872 měl Davos vlastní hudební kapelu. Hotel Belvédere byl otevřen v roce 1875. Od roku 1879 mělo město vlastní divadelní společnost, která od roku 1911 také hostovala. Od roku 1883 zde byl anglikánský kostel. V roce 1885 zde bylo již 60 obchodů, z nichž většina cílila na bohatou klientelu letoviska. V roce 1886 byla otevřena Anglická knihovna, která brzy čítala 6 000 svazků. Výstavbou železniční trati z Landquartu do Davosu a jejím otevřením v roce 1890 se rozvoj města ještě více urychlil: ulice byly vydlážděny a osvětleny, byla vybudována kanalizace, ve velkém se stavěly hotely, penziony, sanatoria a vily. V roce 1902 byl vytvořen stálý orchestr s 24 hudebníky v létě a 41 v zimě. Denně pořádali koncerty a každý týden symfonický koncert. Některé hotely zaměstnávaly také vlastní hudební soubory. V roce 1912 bylo otevřeno první kino. Nabídku zábavy doplňovaly taneční akce a knihovny nebo jazykové kurzy a přednášky. Davos se tak stal světově proslulým klimatickým lázeňským střediskem. Kolem roku 1900 mělo v Davosu konzuláty pět zemí. Němci, Rusové, Nizozemci a Britové vytvořili tzv. kolonie. V roce 1912 tvořili Rusové 11 % lázeňských a rekreačních hostů; celkem 3 422 osob.
V roce 1889 otevřel bádenský lékař Karl Turban první uzavřené sanatorium ve městě, Sanatorium im Park, protože odmítal hédonistické vyhledávání rozkoší v ostatních zařízeních a považoval je za škodlivé pro zdraví lázeňských hostů. Vsadil také na osvědčenou metodu léčby na čerstvém vzduchu, při níž pacienti leželi pět až sedm hodin denně na balkoně nebo v nevytápěných otevřených halách. Interiér ústavu byl jednoduchý a funkcionalistický, aby se prosadila přísná hygiena. Následně začalo mnoho kantonů a zemí budovat v Davosu vlastní sanatoria, jako například britské sanatorium Dr. Hudson v roce 1885. V roce 1900 následovalo otevření luxusního sanatoria Schatzalp pro soukromé pacienty v secesní budově pod vedením Lucia Spenglera. Následovaly další tzv. uzavřené ústavy a otevřené penziony, takže počet sanatorií dosáhl 18.
Obvykle však byli přijímáni pouze lidé v počátečních stadiích tuberkulózy. Pobyt trval nejméně tři měsíce a měl otevřený konec, proto švýcarské spolkové dráhy (SBB) prodávaly cestujícím zpáteční jízdenky s poznámkou Gültig bis zur Heilung (platné do vyléčení). Vypuknutí první světové války přineslo odchod téměř všech Severoameričanů a Britů. Rusové byli v důsledku revolucí ve své vlasti odříznuti od přílivu peněz. Poté byla sanatoria využívána převážně pro ubytování internovaných Němců a válečných zraněných. Od 20. let 20. století se davoské hotelnictví a sanatoria rozhodly odklonit od lázeňství a zaměřily se na zimní sporty. Světová hospodářská krize v roce 1929 přinesla další propad lázeňství a objev účinné látky streptomycinu způsobil, že koncem 40. let 20. století se klimatické lázně staly zbytečnými. Poté byla většina zařízení pro nemocné přestavěna nebo zbourána.

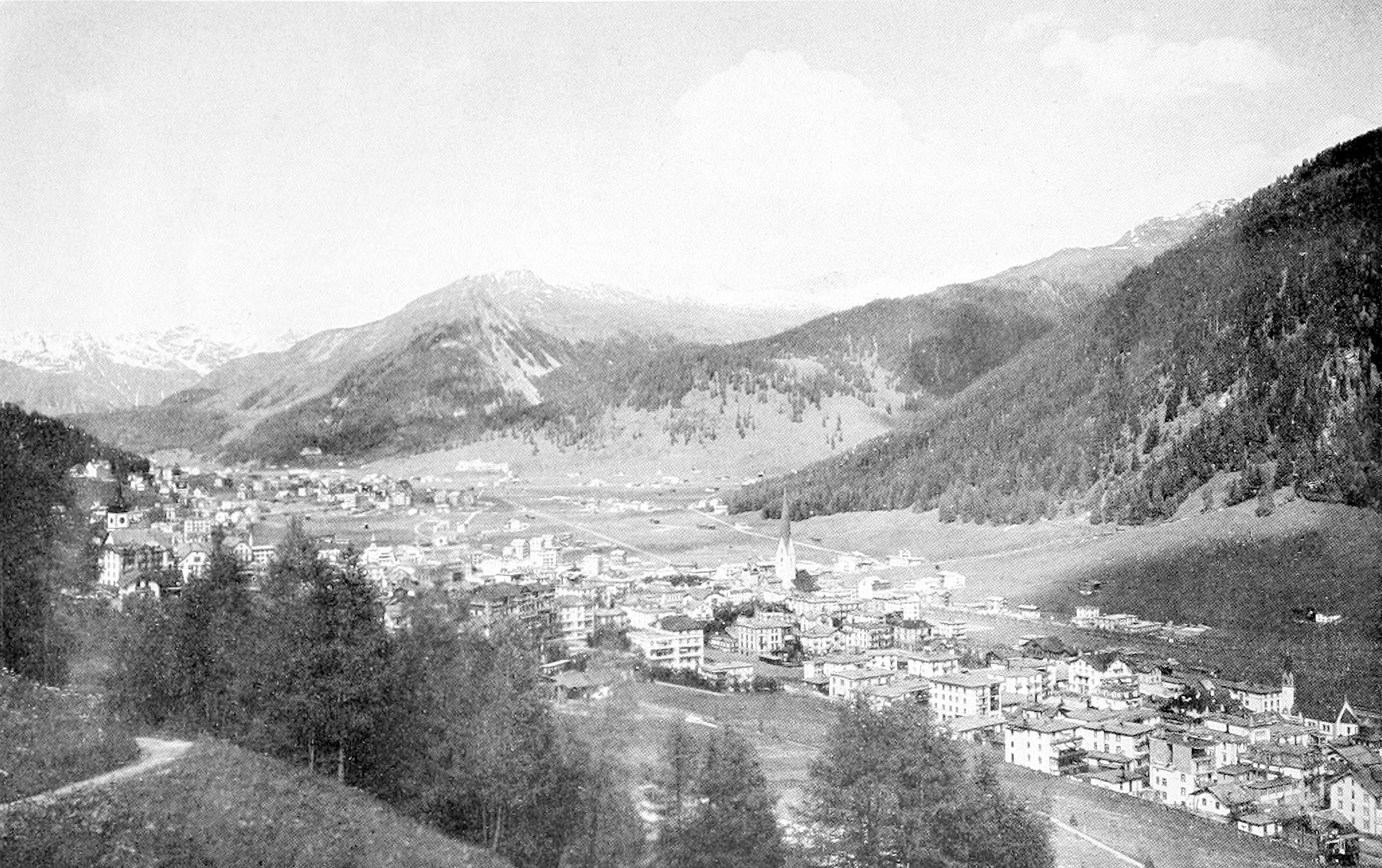
Davos v roce 1915

Nejznámějšími dodnes existujícími institucemi jsou Deutsche Hochgebirgsklinik Davos v Davos Wolfgang, společně s Klinik Nederlands Astmacentrum Davos, a Zürcher Höhenklinik Davos Clavadel. Další byly uzavřeny, například klinika Alexanderhaus v roce 2004, výšková klinika Thurgau/Schaffhausen Davos a basilejské sanatorium na jaře 2005.
Román Thomase Manna Kouzelný vrch z roku 1924 se odehrává v Davosu. Vychází z pobytu jeho ženy Káti na plicní klinice před první světovou válkou. V dnešní turistické reklamě je Kouzelný vrch ztotožňován s hotelem Schatzalp, ačkoli vzorovým sanatoriem bylo Waldsanatorium (dnes Waldhotel Davos, dříve Waldhotel Bellevue). Hoteliéři však byli zpočátku s románem velmi nespokojeni, a proto pověřili Ericha Kästnera, aby napsal román Der Zauberlehrling. Spisovatelé, kteří na rozdíl od Kästnera přijeli do Davosu z důvodu nemoci, byli Conrad Ferdinand Meyer na tři měsíce v roce 1871, později René Crevel, Paul Éluard, Christian Morgenstern, expresionista Klabund a od roku 1877 John Addington Symonds po celých 16 let. Pozdější spisovatelka Cilette Ofaire z Neuchâtelu si v davoském sanatoriu léčila mladickou únavu, než se jako měšťanská dcera začala věnovat umění a cestování. Mezi hosty vždy docházelo k politickým třenicím: V roce 1914 vydala ruská spisovatelka Lidija Pisarševskaja hořký román Sanatorium smrti a lásky (Sanatorium smerti i ljubwi) o Davosu a říšských Němcích žijících ve městě, jejichž militarismus a okázalé chování kritizovala. Také Robert Louis Stevenson, který v Davosu pobýval v roce 1880 a znovu v letech 1881–1882, choval k lázeňskému městu hluboký odpor. Nadšený byl naopak spisovatel detektivek a sportovec Arthur Conan Doyle. Světové politické dění se Davosu nevyhnulo ani v předvečer druhé světové války; v únoru 1936 byl v Davosu atentátníkem Davidem Frankfurterem zastřelen vysoce postavený člen NSDAP Wilhelm Gustloff.
Éra Davosu jako klimatických lázní pro léčbu tuberkulózy skončila stejně jako v případě obdobných středisek jinde s objevem antibiotika streptomycinu (1943). Po 2. sv. válce část sanatorií zanikla, z jiných vznikly hotely.

## Obyvatelstvo
| Rok            | 1850 | 1888 | 1900 | 1930  | 1950  | 2000  | 2019  |
| Počet obyvatel | 1680 | 3891 | 8089 | 11164 | 10433 | 11417 | 10862 |

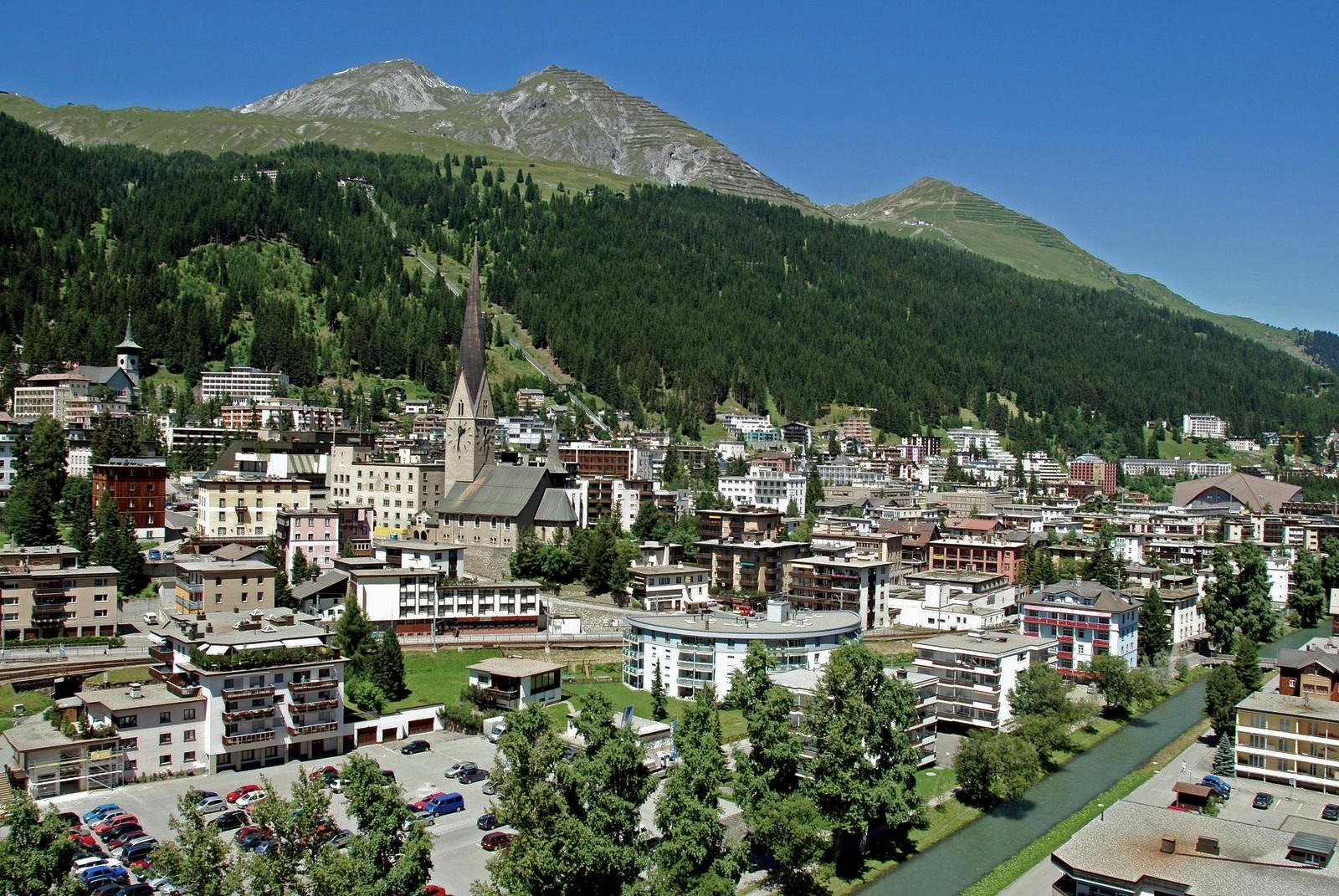
Pohled na centrum Davosu

Úředním jazykem v Davosu je němčina. 

## Středisko zimních iletních sportů

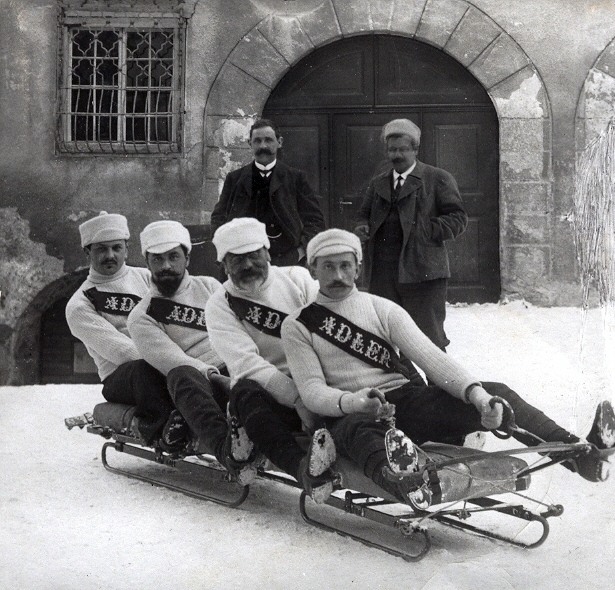
Historická fotografie bobového týmu z roku 1910

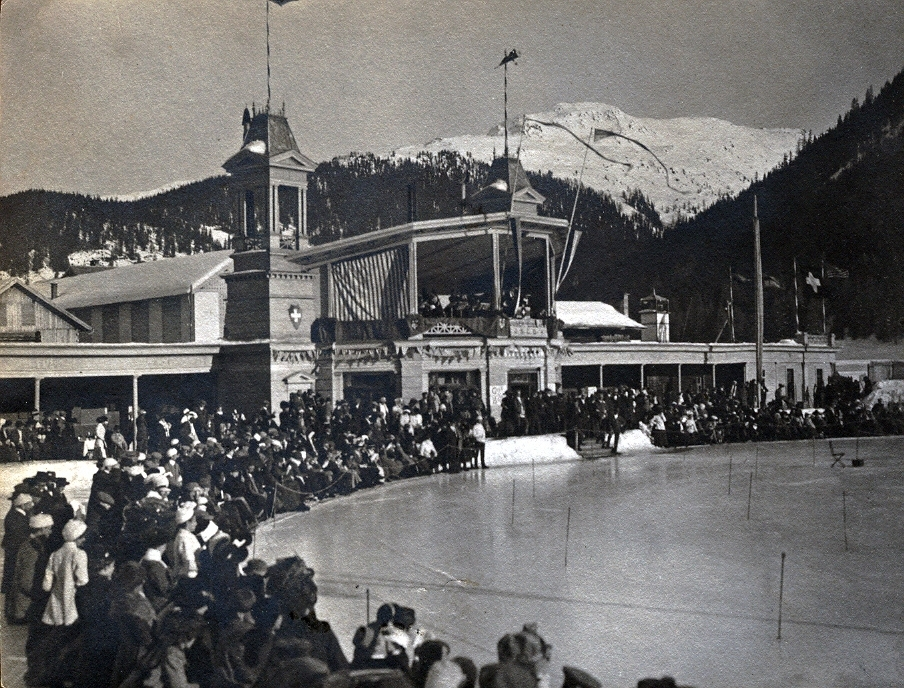
Původní davoské kluziště (1915)

První sáňkařský závod se v Davosu konal v roce 1883. Kromě sáňkařských závodů na samostatné dráze se ze Schatzalpu jezdily také závody na bobech. Spisovatel Arthur Conan Doyle, který přijel do Davosu doprovodit svou manželku trpící plicní chorobou, popsal v roce 1889 lyžování v Davosu ve své rozmarné eseji, čímž vyvolal oblibu tohoto střediska, zejména mezi Brity, která trvá do současnosti. V této době vznikl také sáňkařský klub Davos. V roce 1906 se v Davosu konalo první mistrovství světa v bruslení žen. Němci se cítili povinni se tohoto sportu účastnit kvůli nově módnímu reformnímu hnutí.
V roce 1899 byla v Davosu otevřena první ledová plocha pro bruslení, na níž se v témže roce konalo čtvrté Mistrovství světa v krasobruslení a evropské soutěže v rychlobruslení. V roce 1899 rovněž zahájila provoz lanovka na Schatzalp, kde byla vybudována i sáňkařská dráha. V roce 1926 se tu konalo Mistrovství Evropy v ledním hokeji, v roce 1935 Mistrovství světa v ledním hokeji, konají se zde také závody Světového poháru v alpském lyžování a závody Světového poháru v běhu na lyžích. Dobré lyžařské terény se nacházejí severně od města, podél 4 106 metrů dlouhé lanovky Davos-Parsenn-Bahn a rovněž na svazích Schatzalpu, kam vede Davos-Schatzalp-Bahn.

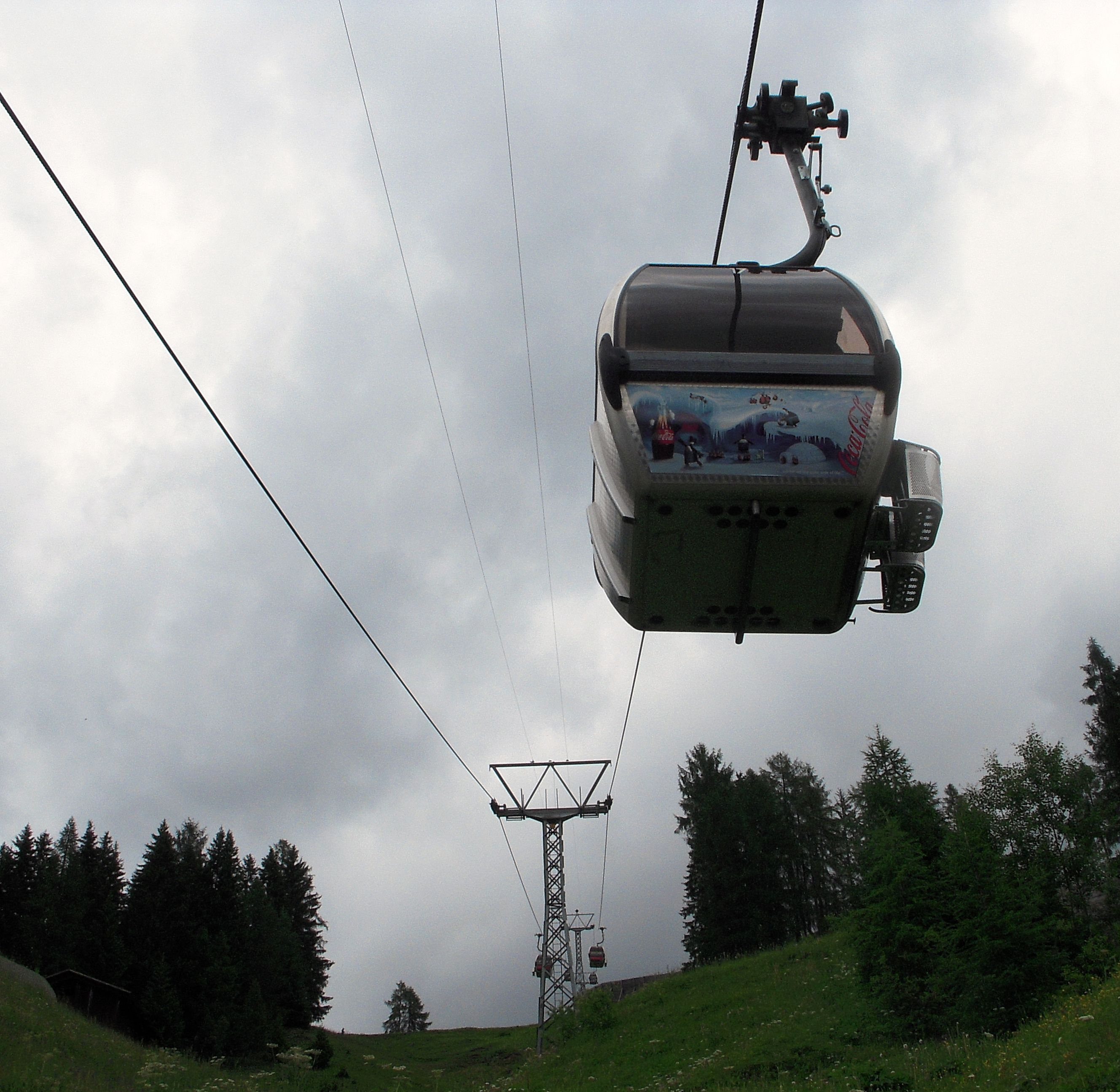
Lanová dráha Rinerhorn Bahn

Zvláštností Davosu byly ještě okolo roku 2000 samostatně fungující lanovky, které zajišťovaly přístup do několika samostatných lyžařských oblastí v oblasti Davos/Klosters: Schatzalp/Strela, Brämabüel/Jakobshorn, Parsenn, Pischa, Rinerhorn a Madrisa (u Klosters). V roce 2002 byl provoz lanovky na Schatzalpu ukončen. V zimní sezóně 2009/10 byl lyžařský areál Schatzalp/Strela znovu otevřen v omezeném rozsahu.
V centru Davosu se stále nachází největší přírodní kluziště v Evropě. Poprvé od roku 1914 se zde 6. ledna 2014 konal turnaj v bandy ve Švýcarsku. Druhé Mistrovství Evropy v bandy mužů, uspořádané roku 2016, se zde konalo také. Hned vedle se nachází zimní stadion Vaillant Arena, domovský stadion klubu HC Davos, který byl založen v roce 1921. Jako „rekordman“ dosud získal 31 titulů švýcarského mistra. Stadion má kapacitu 7 080 diváků. Davos naposledy uspěl v roce 2015, kdy ve finálové sérii porazil ZSC Lions 4:1 na zápasy.
Od roku 1923 se každoročně mezi Vánoci a Novým rokem koná v Davosu turnaj o Spenglerův pohár, který je nejstarším hokejovým turnajem na světě. Domácí tým HC Davos zde na tomto turnaji přivítá šest (až do roku 2009 pět) týmů. Naposledy uspěl v roce 2023, kdy ve finále porazil HC Dynamo Pardubice 5:3. O pozici historicky nejúspěšnějšího týmu na turnaji se dělí právě domácí Davos spolu s tým Kanady, oba se 16 výhrami . Po dvou vynechaných ročnících 2020 a 2021 z důvodu pandemie nemoci Covid-19 se další ročník turnaje konal v roce 2022.
Každoročně se od roku 1972 koná také lyžařský závod Davos Nordic. Tento závod je od roku 1980 oficiálně považován za součást seriálu Světového poháru FIS v běhu na lyžích. V Davosu slavili vítězství sportovci jako Thomas Wassberg a Bjørn Dæhlie. Davos Nordic zároveň těží i z velkých úspěchů místní hvězdy Daria Cologny – akce zaznamenala od roku 2007 značný rozvoj a počet diváků se znásobil.
V létě je možné se věnovat vodním sportům, jako je windsurfing a plážový volejbal, a to v bazénu pod širým nebem u jezera Davosersee a v jeho okolí.

## Světové ekonomické fórum
V Davosu se každoročně v lednu konají výroční zasedání Světového ekonomického fóra (World Economic Forum, WEF). WEF je soukromá nadace se sídlem v obci Cologny u Ženevy, kterou založil Klaus Schwab v roce 1971 pod původním názvem European Management Conference. Při výročním zasedání v Davosu se setkávají zástupci průmyslových a obchodních společností, politici, ekonomové a novináři.

## Doprava

### Silniční doprava
Do Davosu se lze dostat ze severu přes údolí Prättigau a hlavní silnici 28. Protože je tato silnice hlavním přivaděčem do Davosu, Prättigau velmi trpí silnou tranzitní dopravou. Z tohoto důvodu se silnice v Prättigau stala spolkovým majetkem (N28) a bylo vybudováno mnoho obchvatů pro dopravou sužované obce na trase. Další cesty vedou na východ přes průsmyk Flüela do Engadinu (H28) a na jihozápad do Tiefencastelu a Thusis (H417). Další silnice (H3) vede přes Lenzerheide do Churu.
V samotném Davosu slouží jako hlavní silnice dvě jednosměrné ulice: o něco výše položená Promenade na jihozápadě a údolní Talstrasse na severovýchodě. Obě silnice jsou propojeny mnoha vedlejšími cestami. Od severu k jihu jsou to: Dischmastrasse, Schiaweg, Reginaweg, Hertistrasse, Kurgartenstrasse, Tobelmühlestrasse, Guggerbachstrasse, Hintere Gasse.

### Železniční doprava

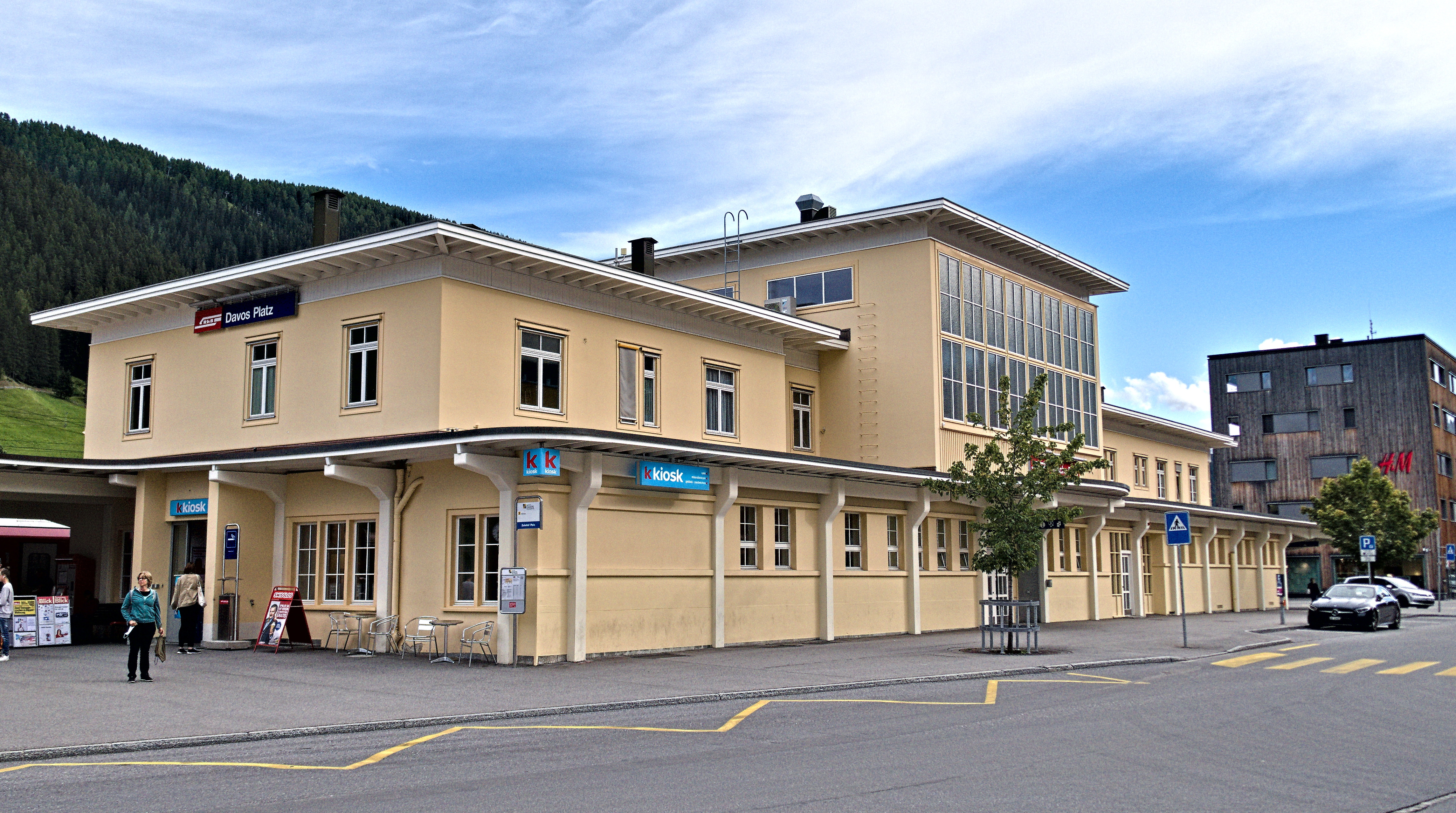
Železniční stanice Davos Platz

Železnice byla do Davosu přivedena roku 1890; šlo o trať z Landquartu, postavenou společností Schmalspurbahn Landquart–Davos AG (LD). Později byla tato společnost přejmenována na Rhétskou dráhu (RhB) a převedena do vlastnictví kantonu Graubünden a spolkového státu.
Roku 1898 započala výstavba Albulské dráhy, a společně s tím vyvstala potřeba stavby spojovací trati, která by na tuto důležitou trať přes stejnojmenné pohoří napojila i významné středisko Davos. Železniční trať Davos Platz – Filisur byla postavena mezi lety 1906–1909 a do současnosti zajišťuje železniční spojení Davosu se Svatým Mořicem, potažmo celým údolím Engadin. V letech 1919–1921 pak byly obě tratě elektrifikovány, a to střídavou napájecí soustavou 11 kV 16,7 Hz.
Na území Davosu se nachází osm železničních stanic a zastávek. Dvě nejdůležitější jsou stanice Davos Dorf a Davos Platz.

### Autobusová doprava
Místní síť městské autobusové dopravy, kterou provozuje společnost Verkehrsbetrieb der Landschaft Davos (VBD) společně s PostAuto Schweiz AG a dvěma dalšími dopravními společnostmi Stiffler a Kessler, spojuje na osmi linkách Davos Dorf a Platz s okrajovými čtvrtěmi a bočními údolími. Linka PostBus 183 spojuje Davos s Churem přes Alvaneu a Lenzerheide. Další linka, 331, vede přes průsmyk Flüela do Susch v Dolním Engadinu, kde se napojuje na Rhétskou dráhu.

## Osobnosti
- Andres Ambühl (* 1983), švýcarský hokejista, narodil se v Davosu
- Philipp Bauknecht (1884–1933), německý expresionistický malíř, dlouhodobě se léčil a později žil v Davosu
- Marc Forster (* 1969), hollywoodský filmový režisér, čestný občan Davosu
- Willem Jan Holsboer (1834–1898), hoteliér, stavitel a jeden z hlavních iniciátorů výstavby Rhétské dráhy
- Niels Otto Christensen (1917–2003), dánský právník a guvernér Grónska, narodil se v Davosu
- Ernst Ludwig Kirchner (1880–1938), německý expresionistický malíř, dlouhodobě žil a zemřel v Davosu
- Klabund (1890–1928), německý expresionistický básník, dramatik, romanopisec a překladatel, dlouhodobě žil a zemřel v Davosu
- Emil Meerkämper (1877–1948), německý fotograf, většinu života žil a zemřel v Davosu
- Daniela Meuli (* 1981), švýcarská snowboardistka, narodila se v Davosu
- Iouri Podladtchikov (* 1988), rusko-švýcarský snowboardista, vyrostl v Davosu
- Ernst Reiss (1920–2010), švýcarský horolezec, narodil se v Davosu
- Klaus Schwab (* 1938), německý ekonom, zakladatel Světového ekonomického fóra a čestný občan Davosu
- Carl Spengler (1860–1937), švýcarský lékař a sportovec, zakladatel hokejového Spenglerova poháru
- Robert Louis Stevenson (1850–1894), skotský básník a spisovatel, léčil se v Davosu s tuberkulózou
- Sophie Taeuber-Arp (1889–1943), švýcarská výtvarná umělkyně, narodila se a vyrostla v Davosu
- Richard Torriani (1911–1988), švýcarský hokejista, více než 20 let působil v Davosu

## Partnerská města
- Aspen,  USA
- Chamonix-Mont-Blanc,  Francie
- Ueda,  Japonsko